# Tove Lo
Ebba Tove Elsa Nilsson (Estocolmo, 29 de octubre de 1987), conocida artísticamente como Tove Lo, es una cantante y compositora sueca. Es conocida por su éxito «Habits (Stay High)» que llegó al número 3 en la lista Billboard Hot 100. Debutó con su EP Truth Serum en marzo de 2014. Compuso canciones para varios artistas como Lorde, Lea Michele, Icona Pop, entre otros.
Considerada «la artista pop sueca más oscura» por la revista Rolling Stone, Tove Lo es conocida por implementar influencias del grunge en la música pop. Su característica honestidad, complejidad y su contenido lírico autobiográfico han llevado a que se la apode como «la chica más triste de Suecia».

## Primeros años
Nació el 29 de octubre de 1987 en Estocolmo. Su madre es psicóloga y su padre un hombre de negocios y tiene un hermano mayor. Su apodo y nombre artístico, Tove Lo, se lo puso su madrina cuando tenía 3 años. Ebba se crio en Djursholm, Estocolmo. Según ella, durante su infancia siempre estuvo «muy protegida». Siempre tuvo buenas notas en la escuela y se volvió aficionada a la literatura, escribiendo poesía y relatos cortos.
Desarrolló una gran pasión por la música y formó una girlband con sus amigas. Con la banda, escribió su primera canción a los once años. A los quince, había escrito un gran repertorio de contenido lírico que nadie nunca vio y presentó dos veces en escenario, antes de inscribirse al Rytmus Musikgymnasiet, una escuela musical en Estocolmo. Después de dos años, se graduó de la escuela. Luego de finalizar sus estudios se dio cuenta de que su carrera estaría relacionada con la música a pesar de que sus padres preferían que estudiara una carrera universitaria.
En 2011, colaboró con Max Martin y su equipo para componer canciones.

## Carrera

### 2012-2015: primeros trabajos yQueen of the Clouds

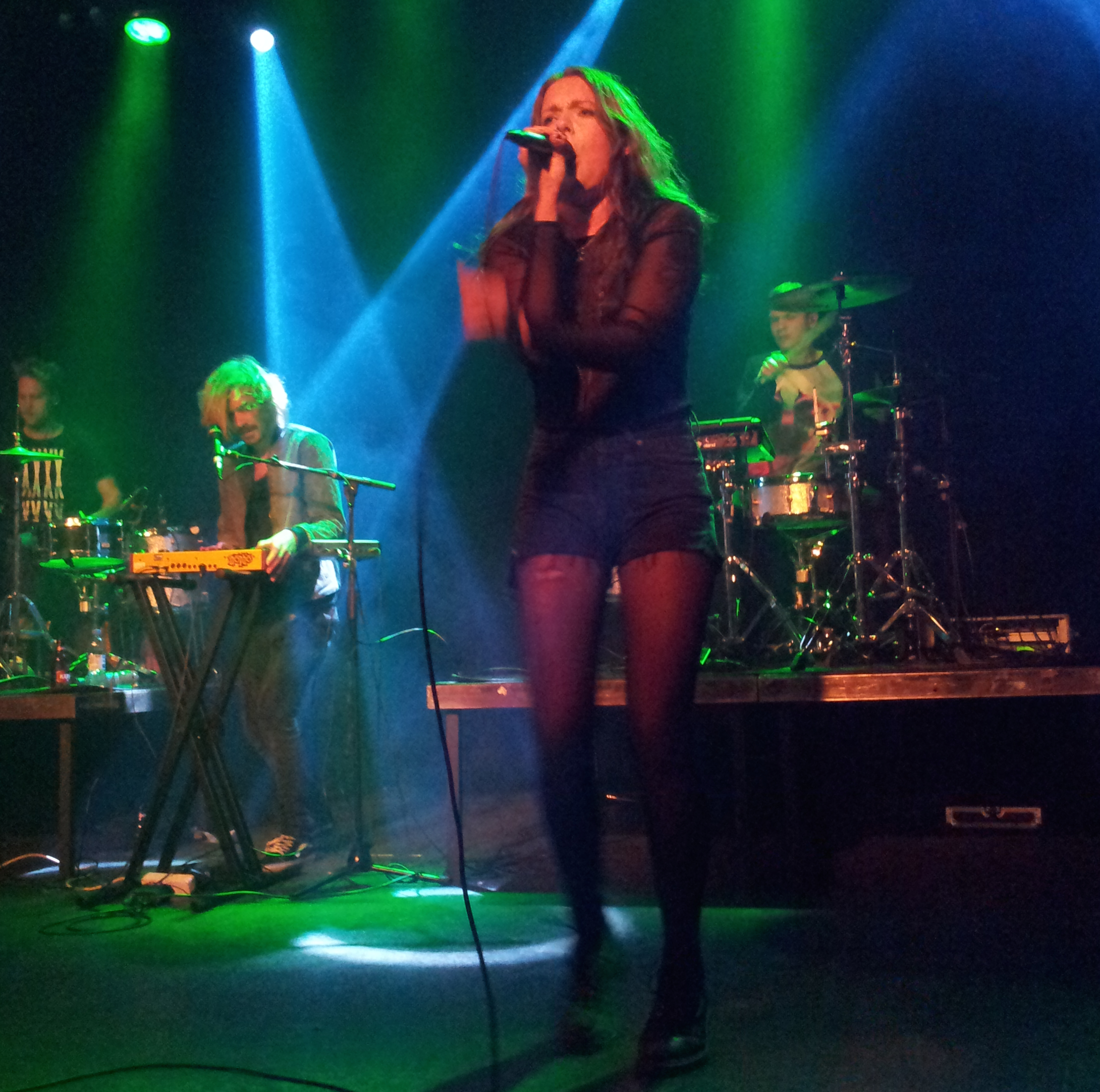
Tove Lo actuando en el Tavastia Club en Helsinki en 2014

El sencillo debut de Tove Lo, «Love ballad» fue lanzado en otoño de 2012. Ha colaborado con diversos artistas como Lucas Nord o Seven Lions. Su segundo sencillo «Out of mind» fue lanzado el 16 de octubre de 2013.«Habits», su tercer sencillo, fue lanzado el 6 de diciembre de 2013. Este alcanzó el número 10 en Dinamarca e ingresó en el top 20 del Billboard Hot 100. El 3 de marzo de 2014, lanzó su EP debut Truth Serum. El álbum alcanzó el puesto 25 del Swedish Albums Chart. A la vez que lanzó su álbum debut, también sacó un nuevo sencillo, «Stay High». La canción ha alcanzado el puesto 6 en las listas de sencillos de Reino Unido, UK Singles Chart.
El 19 de agosto de 2014, anunció a través de una entrevista con la revista Rolling Stone que su álbum debut, titulado Queen of the clouds, sería lanzado en septiembre en Estados Unidos, mientras que su edición en el Reino Unido lo presentaría al año siguiente. El álbum incluye los sencillos «Habits» y «Not on Drugs», así como una nueva versión de «Run on Love» en colaboración con el DJ sueco Lucas Nord. El álbum contiene doce canciones las cuales están separadas en tres secciones de cuatro canciones, titulado «The sSex» (el sexo), «The Love» (el amor) y «The Pain» (el dolor), que refleja el enfoque de las canciones.
Tove Lo fue telonera de Katy Perry durante el Prismatic World Tour, en su gira por Australia en 2014. En los Premios Grammy de 2015, ganó en las categorías de Artista del año y Canción del año por «Habits (Stay High)». Coescribió los sencillos de 2015 «Love Me like You Do» de Ellie Goulding y «Sparks» de Hilary Duff. Continuó escribiendo otras dos pistas para el quinto álbum de Duff: «Stay In Love» y «One in A Million». En noviembre de 2015, comenzó su primera gira mundial titulada Queen of the Clouds Tour.

### 2016-2018:Lady WoodyBlue Lips
El 19 de febrero de 2016, lanzó «Scars», el sencillo principal de la banda sonora de la película The Divergent Series: Allegiant. Al mes siguiente, apareció en la versión remix del sencillo «Desire» de la banda inglesa Years & Years. En el mismo mes, apareció como artista invitada en «Close» de Nick Jonas, el sencillo principal de su tercer álbum de estudio Last Year Was Complicated. La pista alcanzó el puesto 14 en el Billboard Hot 100 de EE. UU. Tove Lo también apareció en el sencillo «Say It» del músico australiano Flume, lanzado el 20 de abril del mismo año. La artista coescribió «Still Falling For You» de Ellie Goulding, el sencillo principal de la banda sonora de la película Bridget Jones's Baby (2016).

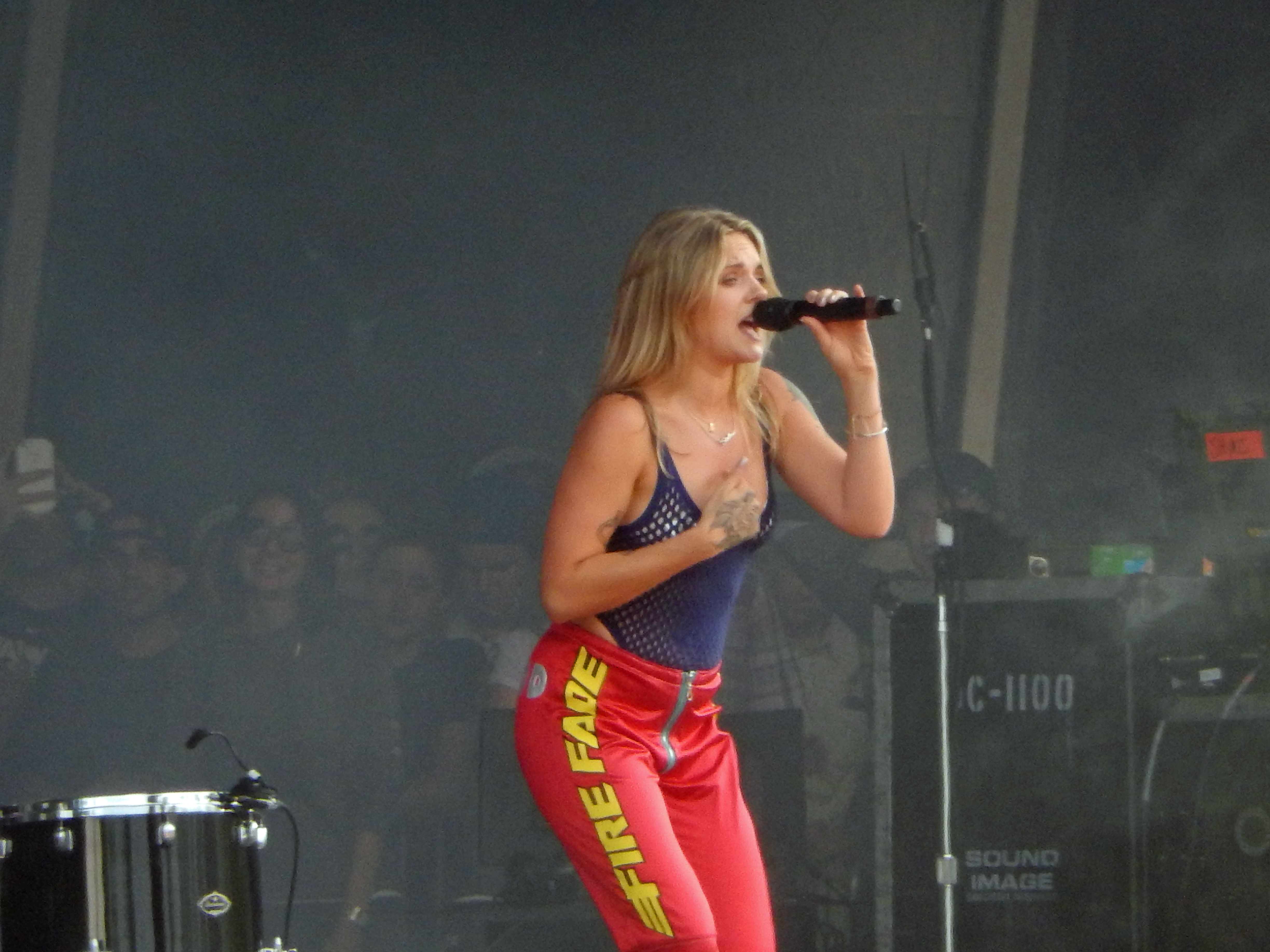
Tove Lo actuando en Lollapalooza en Chicago en 2017

El 28 de octubre, la cantante lanzó su segundo álbum de estudio, Lady Wood. Encabezó la lista de álbumes en Suecia y alcanzó el número 11 en el Billboard 200 de EE. UU. Su primer sencillo, «Cool Girl», entró en el top 30 en Australia y fue certificado Platino. En Nueva Zelanda y Suecia también se ubicó entre los 30 primeros lugares en los que obtuvo la certificación de oro. Cinco días antes del lanzamiento del álbum, Tove Lo anunció una gira en solitario por Europa y América del Norte, llamada Lady Wood Tour. Para promocionar el disco, lanzó dos cortometrajes dirigidos por Tim Erem con pistas del álbum. El primero, Fairy Dust, se subió a YouTube el 31 de octubre, pero se eliminó durante unas horas debido a las políticas del sitio sobre contenido sexual. La cantante abordó la situación a través de Twitter, indicando que ni siquiera estaba desnuda en el clip. El siguiente clip, Fire Fade, se publicó el 25 de agosto de 2017. A finales de 2016, Tove Lo fue telonera de la gira The Maroon V de Maroon 5 en los Estados Unidos y promocionó su álbum.
Tove Lo coescribió e interpretó la canción «Lies in the Dark», de la banda sonora de la película Fifty Shades Darker, estrenada el 10 de febrero de 2017. Seis días después, se anunció que abriría para Coldplay en su gira A Head Full of Dreams por Europa, Estados Unidos y Canadá de junio a octubre de 2017. Tove Lo coescribió «Homemade Dynamite», del segundo álbum de estudio de la artista neozelandesa Lorde, Melodrama. Fue lanzado el 16 de septiembre como el tercer sencillo del disco. El 17 de noviembre de 2017, Lo lanzó su tercer álbum de estudio, Blue Lips, al que se refirió como la secuela de Lady Wood. En comparación con los lanzamientos anteriores de Lo, esta grabación fue menos exitosa, alcanzando el número 138 en el Billboard 200 de EE. UU. El primer sencillo, «Disco Tits», fue lanzado en septiembre de 2017.
El 7 de junio de 2018, Tove Lo lanzó un remix de «Bitches» con XCX, Alma, Icona Pop y Elliphant como el segundo sencillo de Blue Lips.

### 2019-2021:Sunshine Kitty
El 31 de mayo de 2019, Tove Lo anunció a través de un comunicado de prensa que su cuarto álbum de estudio se titularía Sunshine Kitty. El sencillo principal del disco, «Glad He Gone», fue lanzado ese mismo día junto con su video con letra. El 1 de agosto, Tove Lo anunció que el álbum se lanzaría el 20 de septiembre. El segundo sencillo, «Bad as the Boys», con el músico finlandés Alma, fue lanzado al día siguiente. Tove Lo lanzó el tercer sencillo el 28 de agosto de 2019, «Jacques», una colaboración entre ella y el DJ británico Jax Jones. Luego lanzó «Really Don't Like U», con la cantante y compositora australiana Kylie Minogue, el 6 de septiembre de 2019. Cinco días antes, Lo apareció en la canción de Alma «Worst Behavior».
El 15 de enero de 2020, lanzó el sencillo «Bikini Porn». En marzo, Lo lanzó una versión en inglés de la canción de Veronica Maggio «Jag kommer» en asociación con Spotify para su lista de reproducción It's Hits. En mayo lanzó la edición reeditada de Sunshine Kitty, bajo el título: Sunshine Kitty: Paw Prints Edition con ocho canciones nuevas. En julio lanzó un concurso en el que seis fanáticos podían unirse a ella en su isla Animal Crossing: New Horizons para un set de DJ especial creando un atuendo para su aldeano, con los mejores invitados a la actuación. El 5 de febrero de 2021, la voz vanguardista y las letras pegadizas de Tove Lo aparecieron en «Pressure» de Martin Garrix.

### 2022-presente:Dirt Femme
El 26 de enero de 2022, estrenó el sencillo «How Long», como parte de la banda sonora de la serie de HBO Euphoria. «No One Dies from Love» fue publicado como sencillo principal de su nuevo álbum de estudio en mayo. El 20 de junio del mismo año, anunció «True Romance», como segundo avance del álbum. Un día más tarde, a través de sus redes sociales, dio a conocer la fecha y la portada del quinto álbum de estudio. Dirt Femme, fue publicado el 14 de octubre de 2022.

## Discografía

### Álbumes

#### Álbumes de estudio
| Álbum               | Detalles | Posiciones | Posiciones | Posiciones | Posiciones | Posiciones | Posiciones | Posiciones | Posiciones | Posiciones | Posiciones | Posiciones | Certificaciones               |
| Álbum               | Detalles | SUE        | ALE        | AUS        | CAN        | DIN        | EUA        | FIN        | FRA        | NOR        | NZ         | UK         | Certificaciones               |
| ------------------- | --- | ---------- | ---------- | ---------- | ---------- | ---------- | ---------- | ---------- | ---------- | ---------- | ---------- | ---------- | ----------------------------- |
| Queen of the Clouds | - Fecha de lanzamiento: 24 de septiembre de 2014 - Discográfica: Island Records - Formatos: CD, descarga digital | 6          | 49         | 47         | 17         | 15         | 14         | 33         | 72         | 10         | 22         | 17         | - SUE: Platino - EUA: Platino |
| Lady Wood           | - Fecha de lanzamiento: 28 de octubre de 2016 - Discográfica: Island Records, Universal Music Group              | 1          | 66         | 21         | 14         | 13         | 11         | 20         | 88         | 7          | 16         | 40         |                               |
| Blue Lips           | - Fecha de lanzamiento: 17 de noviembre de 2017 - Discográfica: Island Records, Universal Music Group            | 15         | —          | —          | 78         | —          | 138        | —          | —          | 39         | 4          | —          |                               |
| Sunshine Kitty      | - Fecha de lanzamiento: 20 de septiembre de 2019 - Discográfica: Island Records, Universal Music Group           | 19         | —          | 54         | 49         | —          | 61         | 20         | 169        | 22         | —          | 59         |                               |
| Dirt Femme          | - Fecha de lanzamiento: 14 de octubre de 2022 - Discográfica: Pretty Swede, mtheory                              | —          | —          | —          | —          | —          | —          | —          | —          | —          | —          | —          |                               |

#### EP
| EP          | Detalles                                                                                             | Posiciones | Posiciones | Posiciones | Posiciones | Posiciones |
| EP          | Detalles                                                                                             | SUE        | AUS        | EUA HEAT   | FIN        | NOR        |
| ----------- | --- | ---------- | ---------- | ---------- | ---------- | ---------- |
| Truth Serum | - Lanzamiento: 3 de marzo de 2014 - Discográfica: Universal Records - Formatos: CD, descarga digital | 13         | 99         | 6          | 30         | 8          |

### Sencillos

#### Como artista principal
| 2012                                                | «Love Ballad»                             | —  | —  | —  | —  | —  | —  | —   | —  | —  | —  |                                                                                      | Truth serum                                  |
| 2013                                                | «Out of Mind»                             | —  | —  | —  | —  | —  | —  | —   | —  | —  | —  |                                                                                      | Truth serum                                  |
| 2013                                                | «Habits (Stay High)»                      | —  | —  | 3  | 10 | 13 | 3  | 2   | —  | —  | 3  | - CAN: 2× Platino - DIN: Platino - EUA: 5× Platino - FRA: Oro - UK: Plata - SUI: Oro | Queen of the clouds                          |
| 2014                                                | «Stay High» (con Hippie Sabotage)         | 13 | 3  | —  | —  | —  | —  | —   | 3  | 6  | —  | - SUE: 3× Platino - AUS: 2× Platino - DIN: Oro - NZ: Platino - UK: Oro               | Queen of the clouds                          |
| 2015                                                | «Talking Body»                            | 16 | 95 | 14 | 26 | 71 | 12 | —   | —  | 17 | —  | - DIN: Platino - EUA: 2× Platino - UK: Plata                                         | Queen of the clouds                          |
| 2015                                                | «Timebomb»                                | —  | —  | —  | —  | —  | —  | —   | —  | —  | —  |                                                                                      | Queen of the clouds                          |
| 2015                                                | «Moments»                                 | —  | —  | —  | —  | —  | —  | —   | —  | —  | —  |                                                                                      | Queen of the clouds                          |
| 2016                                                | «Scars»                                   | —  | —  | —  | —  | —  | —  | —   | —  | —  | —  |                                                                                      | Allegiant (Original Motion Picture Score)    |
| 2016                                                | «Cool Girl»                               | 15 | 30 | 42 | 26 | 84 | 84 | 145 | 15 | 46 | 49 | - SUE: Platino - AUS: Oro - DIN: Oro - FRA: Oro - NZ: Oro - UK: Plata                | Lady wood                                    |
| 2016                                                | «True Disaster»                           | 56 |    |    |    |    | 50 | 93  |    |    |    |                                                                                      | Lady wood                                    |
| 2017                                                | «Disco Tits»                              | —  | —  | —  | —  | —  | —  | —   | —  | —  | —  |                                                                                      | Blue Lips                                    |
| 2018                                                | «Bitches»                                 | —  | —  | —  | —  | —  | —  | —   | —  | —  | —  |                                                                                      | Blue Lips                                    |
| 2019                                                | «Glad He's Gone»                          | —  | —  | —  | —  | —  | —  | —   | —  | —  | —  |                                                                                      | Sunshine Kitty                               |
| 2019                                                | «Bad as the Boys» (con Alma)              | 9  | —  | —  | —  | —  | —  | —   | 14 | —  | —  |                                                                                      | Sunshine Kitty                               |
| 2019                                                | «Jacques» (con Jax Jones)                 | 61 | —  | —  | —  | —  | —  | —   | —  | 67 | —  |                                                                                      | Sunshine Kitty                               |
| 2019                                                | «Really Don't Like U» (con Kylie Minogue) | —  | —  | —  | —  | —  | —  | —   | 37 | 74 | —  |                                                                                      | Sunshine Kitty                               |
| 2019                                                | «Sweettalk My Heart»                      | —  | —  | —  | —  | —  | —  | —   | —  | —  | —  |                                                                                      | Sunshine Kitty                               |
| 2020                                                | «Bikini Porn»                             | —  | —  | —  | —  | —  | —  | —   | —  | —  | —  |                                                                                      | Sunshine Kitty                               |
| 2020                                                | «Calling on Me» (con Sean Paul)           | 97 | —  | —  | —  | —  | —  | —   | —  | —  | —  |                                                                                      | Sin álbum                                    |
| 2020                                                | «I'm Coming»                              | 12 | —  | —  | —  | —  | —  | —   | —  | —  | —  |                                                                                      | Sunshine Kitty                               |
| 2020                                                | «Sadder Badder Cooler»                    | —  | —  | —  | —  | —  | —  | —   | —  | —  | —  |                                                                                      | Sunshine Kitty                               |
| 2022                                                | «How Long»                                | 92 | —  | —  | —  | —  | —  | —   | —  | —  | —  |                                                                                      | Euphoria: Music from the HBO Original Series |
| 2022                                                | «No One Dies from Love»                   | 26 | —  | —  | —  | —  | —  | —   | —  | —  | —  |                                                                                      | Dirt Femme                                   |
| 2022                                                | «True Romance»                            | —  | —  | —  | —  | —  | —  | —   | —  | —  | —  |                                                                                      | Dirt Femme                                   |
| 2022                                                | «2 Die 4»                                 | 19 | —  | —  | —  | —  | —  | —   | —  | —  | —  |                                                                                      | Dirt Femme                                   |
| 2022                                                | «Grapefruit»                              | 33 | —  | —  | —  | —  | —  | —   | —  | —  | —  |                                                                                      | Dirt Femme                                   |
| 2023                                                | «Borderline»                              | 73 | —  | —  | —  | —  | —  | —   | —  | —  | —  |                                                                                      | TBA                                          |
| «—» significa que el sencillo no entró en la lista. |                                           |    |    |    |    |    |    |     |    |    |    |                                                                                      |                                              |

#### Como artista invitada
| Año                                                 | Sencillo                                      | Posiciones en listas | Posiciones en listas | Posiciones en listas | Posiciones en listas | Posiciones en listas | Posiciones en listas | Posiciones en listas | Posiciones en listas | Posiciones en listas | Posiciones en listas | Certificaciones                                                                               | Álbum                       |
| Año                                                 | Sencillo                                      | SUE                  | AUS                  | CAN                  | DIN                  | ESP                  | EUA                  | FRA                  | NZ                   | UK                   | SUI                  | Certificaciones                                                                               | Álbum                       |
| --------------------------------------------------- | --------------------------------------------- | -------------------- | -------------------- | -------------------- | -------------------- | -------------------- | -------------------- | -------------------- | -------------------- | -------------------- | -------------------- | --------------------------------------------------------------------------------------------- | --------------------------- |
| 2013                                                | «Run On Love» (de Lucas Nord)                 | —                    | —                    | —                    | —                    | —                    | —                    | —                    | —                    | —                    | —                    |                                                                                               | Islands                     |
| 2014                                                | «Heroes (We Could Be)» (de Alesso)            | 5                    | 11                   | 51                   | 26                   | 24                   | 31                   | 44                   | 15                   | 6                    | 47                   | - SUE: 3× Platino - AUS: Platino - CAN: Oro - DIN: Platino - EUA: Platino - NZ: Oro - UK: Oro | Forever                     |
| 2014                                                | «Strangers» (de Seven Lions, Myon y Shane 54) | —                    | —                    | —                    | —                    | —                    | —                    | —                    | —                    | —                    | —                    |                                                                                               | Worlds apart                |
| 2015                                                | «Come Back to Me» (de Urban Cone)             | —                    | —                    | —                    | —                    | —                    | —                    | —                    | —                    | —                    | —                    |                                                                                               | Polaroid memories           |
| 2016                                                | «Desire» (de Years & Years)                   | 78                   | —                    | —                    | —                    | —                    | —                    | —                    | —                    | 27                   | —                    |                                                                                               | Communion                   |
| 2016                                                | «Close» (de Nick Jonas)                       | 41                   | 37                   | 12                   | 34                   | —                    | 14                   | 165                  | 11                   | 25                   | 39                   | - EUA: Platino - NZ: Platino - DIN: Oro - UK: Plata - SUE: Platino                            | Last year was complicated   |
| 2016                                                | «Say it» (de Flume)                           | —                    | 5                    | 61                   | —                    | —                    | 60                   | 154                  | 4                    | 69                   | —                    | - AUS: 3× Platino - CAN: Oro - NZ: Platino                                                    | Skin                        |
| 2018                                                | «Blow That Smoke» (de Major Lazer)            | 71                   | —                    | —                    | —                    | —                    | —                    | —                    | —                    | —                    | —                    |                                                                                               | Major Lazer Essentials      |
| 2018                                                | «Heart Attack» (de Phoebe Ryan)               | —                    | —                    | —                    | —                    | —                    | —                    | —                    | —                    | —                    | —                    |                                                                                               | NGX: Ten Years of Neon Gold |
| 2019                                                | «Win Win» (de Diplo)                          | —                    | —                    | —                    | —                    | —                    | —                    | —                    | —                    | —                    | —                    |                                                                                               | Higher Ground               |
| 2020                                                | «Don't Say Goodbye» (de Alok y Ilkay Sencan ) | —                    | —                    | —                    | —                    | —                    | —                    | —                    | —                    | —                    | —                    |                                                                                               | Sin álbum                   |
| 2021                                                | «Pressure» (de Martin Garrix)                 | —                    | —                    | —                    | —                    | —                    | —                    | —                    | —                    | —                    | —                    |                                                                                               | Sin álbum                   |
| 2021                                                | «Give It All Up» (de Duran Duran)             | —                    | —                    | —                    | —                    | —                    | —                    | —                    | —                    | —                    | —                    |                                                                                               | Future Past                 |
| 2022                                                | «I Keep» (de Broods)                          | —                    | —                    | —                    | —                    | —                    | —                    | —                    | —                    | —                    | —                    |                                                                                               | Space Island                |
| «—» significa que el sencillo no entró en la lista. |                                               |                      |                      |                      |                      |                      |                      |                      |                      |                      |                      |                                                                                               |                             |

#### Sencillos promocionales
| Año                                                 | Sencillo                                                  | Posiciones  | Álbum                              |
| Año                                                 | Sencillo                                                  | EUA POP DIG | Álbum                              |
| --------------------------------------------------- | --------------------------------------------------------- | ----------- | ---------------------------------- |
| 2014                                                | «Thousand Miles»                                          | 43          | Queen of the Clouds                |
| 2014                                                | «Got Love»                                                | —           | Queen of the Clouds                |
| 2016                                                | «Influence» (con Wiz Khalifa)                             | —           | Lady Wood                          |
| 2017                                                | «Vibes (Tigertown Remix)» (con Joe Janiak)                | —           | Sin álbum                          |
| 2020                                                | «Are U Gonna Tell Her? (Heavy Baile Remix)» (con MC Zaac) | —           | Sunshine Kitty: Paw Prints Edition |
| «—» significa que el sencillo no entró en la lista. |                                                           |             |                                    |

### Otras apariciones
| Año  | Canción                       | Álbum                                |
| ---- | ----------------------------- | ------------------------------------ |
| 2014 | «Scream My Name»              | The Hunger Games: Mockingjay, Part 1 |
| 2015 | «Rumors» (de Adam Lambert)    | The Original High                    |
| 2015 | «Fun» (de Coldplay)           | A Head Full of Dreams                |
| 2016 | «Freak of Nature» (de Broods) | Conscious                            |
| 2017 | «Lies in the Dark»            | Fifty Shades Darker                  |
| 2020 | «Worst Behaviour» (de Alma)   | Have U Seen Her?                     |
| 2020 | «Buz Buz Hop Hop»             | At Home with The Kids                |

## Giras

### Como acto principal
- Queen of the Clouds Tour (2015)

- Lady Wood Tour (2017)

### Como acto de apertura
- The Prismatic World Tour (2014)

- Maroon 5 World Tour 2015 (2016)

- A Head Full of Dreams Tour (2017)

- Future Nostalgia Tour (2022)

## Discografía como compositora
| Año  | Artista                   | Título                      | Álbum                                    |
| ---- | ------------------------- | --------------------------- | ---------------------------------------- |
| 2012 | Icona Pop                 | «We Got the World»          | Icona Pop                                |
| 2012 | Icona Pop                 | «Ready for the Weekend»     | Icona Pop                                |
| 2012 | Girls Aloud               | «Something New»             | Ten                                      |
| 2013 | Victoria Justice          | «Gold»                      | Sin álbum                                |
| 2013 | Amelia Lily               | «Truth or Dare»             | Be a fighter                             |
| 2013 | Icona Pop                 | «Light Me Up»               | This is... Icona Pop                     |
| 2013 | Tal                       | «Jealousy»                  | À l'infini                               |
| 2014 | Lea Michele               | «Thousand Needles»          | Louder                                   |
| 2014 | Cher Lloyd                | «Killin' It»                | Sorry I'm Late                           |
| 2014 | The Saturdays             | «What Are You Waiting For?» | Finest selection: The greatest hits      |
| 2014 | Ella Eyre                 | «That's Just Me»            | Sin álbum                                |
| 2015 | Ellie Goulding            | «Love Me Like You Do»       | Cincuenta sombras de Grey (banda sonora) |
| 2016 | Ellie Goulding            | «Still Falling For You»     | Bridget Jones' baby (banda sonora)       |
| 2017 | Lorde                     | «Homemade Dynamite»         | Melodrama                                |
| 2018 | Major Lazer (con Tove Lo) | «Blow That Smoke»           | Major Lazer Essentials                   |
| 2018 | Phoebe Ryan (con Tove Lo) | «Heart Attack»              | NGX: Ten Years of Neon Gold              |
| 2019 | Zara Larsson              | «Don't Worry Bout Me»       | Sin álbum                                |
| 2019 | Diplo (con Tove Lo)       | «Win Win»                   | Higher Ground                            |
| 2019 | Alma (con Tove Lo)        | «Worst Behaviour»           | Have U Seen Her?                         |
| 2020 | Ava Max                   | «Call Me Tonight»           | Heaven & Hell                            |
| 2020 | Dua Lipa                  | «Cool»                      | Future Nostalgia                         |
| 2021 | Marina (con Tove Lo)      | «Venus Fly Trap»            | Sin álbum                                |
| 2022 | Liam Gallagher            | «Better Days»               | C'mon You Know                           |

## Filmografía
| Año  | Trabajo                       | Papel          | Notas                                        |
| ---- | ----------------------------- | -------------- | -------------------------------------------- |
| 2016 | Fairy Dust                    | Ella misma     | Cortometraje                                 |
| 2016 | Saturday Night Live           | Ella misma     | Actuación                                    |
| 2017 | Fire Fade                     | Ella misma     | Cortometraje                                 |
| 2018 | Blue Lips                     | Ebba           | Cortometraje                                 |
| 2021 | The Emigrants                 | Ulrika         | Película                                     |
| 2022 | RuPaul’s Drag Race: All Stars | Jueza invitada | Temporada 7, episodio: «Total RU-Quest Live» |

## Premios y nominaciones
| Año  | Ceremonia de premiación            | Nominado              | Premio                                                        | Resultado | Ref.            |
| ---- | ---------------------------------- | --------------------- | ------------------------------------------------------------- | --------- | --------------- |
| 2014 | Scandipop Awards                   | «Habits (Stay High)»  | Mejor sencillo de una artista nueva                           | Nominada  | [ 102 ]         |
| 2014 | MTV Europe Music Awards            | Tove Lo               | Mejor artista sueca                                           | Nominada  | [ 103 ]         |
| 2014 | Vevo Hot This Year                 | «Habits (Stay High)»  | Mejor vídeo rock/alternativo                                  | Ganadora  | [ 104 ]         |
| 2015 | European Border Breakers Awards    | Tove Lo               | Cantante europea que rompe barreras                           | Ganadora  | [ 105 ]         |
| 2015 | Scandipop Awards                   | Tove Lo               | Mejor cantante femenina                                       | Ganadora  | [ 106 ]         |
| 2015 | Scandipop Awards                   | Queen of the Clouds   | Mejor álbum                                                   | Ganadora  | [ 106 ]         |
| 2015 | Scandipop Awards                   | «Talking Body»        | Mejor canción de pop alternativo                              | Ganadora  | [ 106 ]         |
| 2015 | P3 Guld                            | Tove Lo               | Artista del año                                               | Nominada  | [ 107 ]         |
| 2015 | P3 Guld                            | Tove Lo               | Artista nueva del año                                         | Ganadora  | [ 108 ]         |
| 2015 | P3 Guld                            | «Stay High»           | Canción del año                                               | Nominada  | [ 107 ]         |
| 2015 | Grammies                           | «Habits (Stay High)»  | Canción del año                                               | Ganadora  | [ 109 ]         |
| 2015 | Grammies                           | Queen of the clouds   | Álbum pop del año                                             | Nominada  | [ 110 ]         |
| 2015 | Grammies                           | Tove Lo               | Artista del año                                               | Ganadora  | [ 109 ]         |
| 2015 | YouTube Music Awards               | Tove Lo               | 50 artistas más grandes                                       | Ganadora  | [ 111 ]         |
| 2015 | IHeartRadio Music Awards           | «Habits (Stay High)»  | Canción con mejor letra                                       | Nominada  | [ 112 ]         |
| 2015 | ASCAP 32nd Annual Pop Music Awards | «Habits (Stay High)»  | Canción más interpretada                                      | Ganadora  | [ 113 ]         |
| 2015 | Billboard Music Awards             | «Habits (Stay High)»  | Mejor canción audio del Streaming Songs                       | Nominada  | [ 114 ]         |
| 2015 | Capricho Awards                    | Tove Lo               | Revelación internacional del año                              | Ganadora  | [ 115 ]         |
| 2016 | Grammy Awards                      | «Love Me Like You Do» | Premio Grammy a la mejor canción escrita para el medio visual | Nominada  | [ 116 ]         |
| 2016 | Premios Globo de Oro               | «Love Me Like You Do» | Globo de Oro a la mejor canción original                      | Nominada  | [ 117 ]         |
| 2016 | Critic's Choice Awards             | «Love Me Like You Do» | Mejor canción                                                 | Nominada  | [ 118 ]         |
| 2016 | Premios MTV Europe Music           | Tove Lo               | Mejor artista sueca                                           | Nominada  | [ 119 ]         |
| 2017 | Grammies                           | Tove Lo               | Artista del año                                               | Nominada  | [ 120 ]         |
| 2017 | Grammies                           | «Lady Wood»           | Pop del año                                                   | Nominada  | [ 120 ]         |
| 2017 | Premios MTV Europe Music           | Tove Lo               | Mejor artista sueca                                           | Nominada  | [ 121 ]         |
| 2018 | Grammies                           | Tove Lo               | Artista del año                                               | Nominada  | [ 122 ] [ 123 ] |
| 2018 | Grammies                           | «Blue Lips»           | Álbum del año                                                 | Nominada  | [ 122 ] [ 123 ] |
| 2018 | Grammies                           | «Blue Lips»           | Pop del año                                                   | Ganadora  | [ 122 ] [ 123 ] |
| 2018 | Grammies                           | Tove Lo               | Cantautora del año                                            | Ganadora  | [ 122 ] [ 123 ] |
| 2020 | Grammy Awards                      | «Glad He's Gone»      | Premio Grammy al mejor vídeo musical                          | Nominada  | [ 124 ]         |
| 2020 | Grammies                           | «Sunshine Kitty»      | Álbum del año                                                 | Nominada  | [ 125 ]         |
| 2020 | Grammies                           | «Sunshine Kitty»      | Pop del año                                                   | Nominada  | [ 125 ]         |